# Lepisosteiformes
Lepisosteiformes è un ordine di pesci attinotterigi ed è l'unico ordine con rappresentanti viventi del clado Ginglymodi. I suoi unici membri attuali sono i lucci alligatore (famiglia Lepisosteidae), ed è definito come l'insieme di tutti i membri dei Ginglymodi più strettamente imparentati con i lucci alligatore che non con i Semionotiformes, l'altro grande raggruppamento di ginglimodi estinti. È uno dei due ordini viventi dell’infraclasse Holostei, insieme agli Amiiformes (oggi rappresentati solo dall'amia).
Sebbene attualmente rappresentati solo da due generi viventi diffusi in America settentrionale, i Lepisosteiformes sono un gruppo antico, noto fin dal Giurassico inferiore, con una distribuzione passata molto più ampia, essendo presenti in quasi tutti i continenti. I membri estinti mostrano una notevole diversità morfologica rispetto ai lucci alligatore moderni, da forme simili alle attuali come gli Obaichthyidae a forme morfologicamente più vicine ai Semionotiformes come i Lepidotidae, un tempo classificati tra questi ultimi.

## Evoluzione
Il più antico lepisosteiforme conosciuto è il marino Lepidotes, del Giurassico inferiore della Germania, che condivide in gran parte il piano corporeo originario dei Ginglymodi, comune anche ai Semionotiformes. Tuttavia, le stime filogenetiche indicano che i lepisosteiformi si sarebbero separati dai parenti più prossimi già nel Triassico medio. Il membro più basale noto è Khoratichthys, del Giurassico superiore o del Cretaceo inferiore della Thailandia, il cui lignaggio si sarebbe separato dal resto del gruppo già nel Triassico superiore.
Altri studi identificano invece Neosemionotus (Cretaceo inferiore dell'Argentina) come il più basale, con una divergenza nel Giurassico inferiore.
Numerosi lepisosteiformi antichi sono noti dal Giurassico superiore e Cretaceo inferiore di Thailandia e Laos, suggerendo che il sud-est asiatico sia stato un centro importante per l’evoluzione iniziale del gruppo, dominando gli ecosistemi d'acqua dolce della regione.
Si ritiene che, come per altri ginglymodi basali e i Semionotiformes, i primi lepisosteiformi fossero marini e abbiano colonizzato le acque dolci indipendentemente più volte: prima nei Lepidotidae e poi nei Lepisosteoidei. Due colonizzazioni d'acqua dolce sembrano aver avuto luogo tra i lepisosteoidi: una nel sud-est asiatico e una nell’antico Gondwana occidentale (coinvolgendo gli Obaichthyidae, stretti parenti dei lucci alligatore).
L’ecologia del gruppo, inclusi i membri estinti, era molto più diversificata rispetto a quella dei lucci alligatore moderni. I Lepidotidae ad esempio avevano corpi massicci e mascelle potenti con denti arrotondati, ideali per frantumare conchiglie (comportamento noto come durofagia), come nel caso del grande Scheenstia (fino a 2 metri di lunghezza).

## Classificazione
- Ordine Lepisosteiformes (Hay, 1929)
  - Genere †Adrianaichthys
  - Genere †Beiduyu
  - Genere †Khoratichthys
  - Genere †Lanxangichthys
  - Genere †Neosemionotus
  - Famiglia †Lepidotidae
    - Genere †Camerichthys
    - Genere †Isanichthys
    - Genere †Lepidotes
    - Genere †Mengius
    - Genere †Scheenstia

  - Sottordine Lepisosteoidei (López-Arbarello, 2012)
    - Genere †Araripelepidotes
    - Genere †Pliodetes
    - Genere †Thaiichthys
    - Superfamiglia Lepisosteoidea (López-Arbarello, 2012)
      - Famiglia †Obaichthyidae
      - Famiglia Lepisosteidae